# ميدالية المركز الوطني للبحث العلمي الذهبية
ميدالية المركز الوطني للبحث العلمي الذهبية هي أعلى وسام علمي يقدم في فرنسا، و يقدم من قبل المركز الوطني للبحث العلمي الفرنسي منذ سنة 1954، و هي تكافئ «أحد العلماء الذين قدموا مساهمات بارزة في حيوية و تأثير البحث العلمي».

المركز الوطني للبحث العلمي يقدم أيضا كل سنة ميدالية الإبتكار و عدة ميداليات فضية إلى جانب عدة ميداليات برونزية.

## الحائزين على الميداليات
- 1954 : إيمل بورل (رياضيات)
- 1955 : لويس دي بروي (فيزياء) (جائزة نوبل في الفيزياء 1929)
- 1956 : جاك هادامار (رياضيات)
- 1957 : غاستون دوبوي (فيزياء)
- 1958 : غاستون رامون (مناعة)
- 1959 : أندريه دانجون (فيزياء فلكية)
- 1960 : راؤول بلانشارد (جغرافيا)
- 1961 : بول بوين (فيزيولوجيا)
- 1962 : مارسيل دوليبين (كيمياء)
- 1963 : روبرت كورييه (علم الأحياء)
- 1964 : ألفريد كاستلر (فيزياء) (جائزة نوبل في الفيزياء 1966)
- 1965 : لوي نيل (فيزياء) (جائزة نوبل في الفيزياء 1970)
- 1966 : بول باسكال (كيمياء)
- 1967 : كلود ليفي ستروس (علم الأعراق)
- 1968 : بوريس إفروسي (علم الوراثة)
- 1969 : جورج شودرون (كيمياء)
- 1970 : جاك فريدل (فيزياء)
- 1971 : برنار هالبيرن (مناعة)
- 1972 : جاك أودين (مناعة)
- 1973 : أندريه لوروا غورهان (علم الأعراق)
- 1974 : إدغار ليدرر (كيمياء حيوية)
- 1975 :
  - ريمون كاستانغ (فيزياء)
  - كريستيان ديروش نوبلكور (علم المصريات)
- 1976 : هنري كارتان (رياضيات)
- 1977 : تشارلز فيرينباخ (علم الفلك)
- 1978 :
  - موريس آلياس (اقتصاد) (جائزة نوبل في العلوم الاقتصادية 1988)
  - بيير جاكينو (فيزياء)
- 1979 : بيير شامبون (فيزياء)
- 1980 : بيير دي جين (فيزياء) (جائزة نوبل في الفيزياء 1991)
- 1981 :
  - جون ماري لين (فيزياء) (جائزة نوبل في الكيمياء 1987)
  - رولاند مارتن (علم الآثار)
- 1982 : بيير جوليو كوري (كيمياء حيوية)
- 1983 : إفري شاتزمان (فيزياء فلكية)
- 1984 :
  - جان بروسيل (فيزياء)
  - جان بيير فرنان (تاريخ)
- 1985 : بيوتر سلونيمسكي (علم الوراثة)
- 1986 : نيكول لو دواران (علم الأجنة)
- 1987 :
  - جورج كانجيلام (فلسفة)
  - جان-بيير سير (رياضيات) (وسام فيلدز 1954)
- 1988 : فيليب نوزيار (فيزياء)
- 1989 : ميشال جوفيه (علم الاحياء
- 1990 : مارك جوليا (كيمياء)
- 1991 : جاك لو جوف (تاريخ)
- 1992 : جان بيير شانجو (علوم عصبية)
- 1993 : بيير بورديو (علم الإجتماع)
- 1994 : كلود ألاجر (فيزياء الأرض)
- 1995 : كلود حجاج (لغويات)
- 1996 : كلود كوهين تانوجي (فيزياء) (جائزة نوبل في الفيزياء 1997)
- 1997 : جان روكسال (كيمياء)
- 1998 : بيير بوتييه (كيمياء)
- 1999 : جان كلود ريسي (موسيقى الكمبيوتر)
- 2000 : ميشال لازدونسكي (كيمياء حيوية)
- 2001 : بوريس جودولييه (علم الإنسان)
- 2002 : كلود لوريوس وجان جوزيل (علم المناخ)
- 2003 : ألبرت فير (جائزة نوبل في الفيزياء 2007)
- 2004 : ألان كن (رياضيات) (وسام فيلدز 1982)
- 2005 : ألان أسبيه (فيزياء الكم)
- 2006 : جاك ستيرن (تشفير)
- 2007 : جان تيرول (إقتصاد)
- 2008 : جان فايسينباخ (علم الوراثة)
- 2009 : سارج آروش (جائزة نوبل في الفيزياء 2012)
- 2010 : جيرارد فيريه (كيمياء)
- 2011 : جول هوفمان (علم الاحياء) (جائزة نوبل في الطب أو علم وظائف الأعضاء 2011)
- 2012 : فيليب ديكولا (علم الإنسان)

## مقالات ذات صلة
- المركز الوطني للبحث العلمي (فرنسا)
- ميدالية المركز الوطني للبحث العلمي للإبتكار
- ميدالية المركز الوطني للبحث العلمي الفضية
- ميدالية المركز الوطني للبحث العلمي البرونزية

## روابط خارجية
- (fr) قائمة الحاصلين على الميدالية في موقع المركز الرسمي.